# Place 54
Albums de Hocus Pocus
73 Touches
(2005) 16 Pièces
(2010)
Sorti en 2007, Place 54 est le troisième album du groupe de rap nantais Hocus Pocus.
Le titre de l'album est une référence aux différentes places d'une voiture que contient un train.

## Liste des titres
1. Place 54
2. Quitte à t’aimer (ft. Malik Mezzadri)
3. Smile (ft. Omar)
4. Recyclé (ft. Fred Wesley & Stro The 89th Key)
5. Normal
6. Vocab! (prélude)
7. Vocab! (ft. T-Love & The Procussions)
8. Mr Tout Le Monde
9. Tournée
10. Move on (Feat. Dajla & C2C)
11. Touriste (Feat. Elodie Rama & Tribeqa)
12. Je la Soul (Feat. Taïriq Keda)
13. Histoire d’une VHS
14. Voyage immobile
15. Smile (acoustique) (Feat. Omar)

## Distinctions
L'album a été nommé dans la catégorie Album de musique urbaine de l'année aux Victoires de la Musique 2008.